# Idovačko jezero
Idovačko jezero (na različitim izvorima Rumbočko, Gornje ili Veliko jezero) nalazi se u Bosni i Hercegovini i smješteno je u podnožju Idovca, najvišeg vrha planine Raduše na području općine Prozor-Rama. Jezero se nalazi u krškoj uvali na oko 1860 metara nadmorske visine što ga čini najvišim bosanskohercegovačkim jezerom. Dužina jezera je oko 85 metara, širina oko 70 metara, a dubina oko 1,5 metar. Nema površinskih pritoka, ali se vjerojatno napaja vodom iz sublakustrijskih izvora. U proljeće, nakon otapanja snijega jezero dobiva znatne količine vode te ima znatno viši nivo vode.
Značajno je močvarno područje obuhvaćeno makrofitskom vegetacijom trstika i mrijesnjaka.